# Grafschaft Hallermund

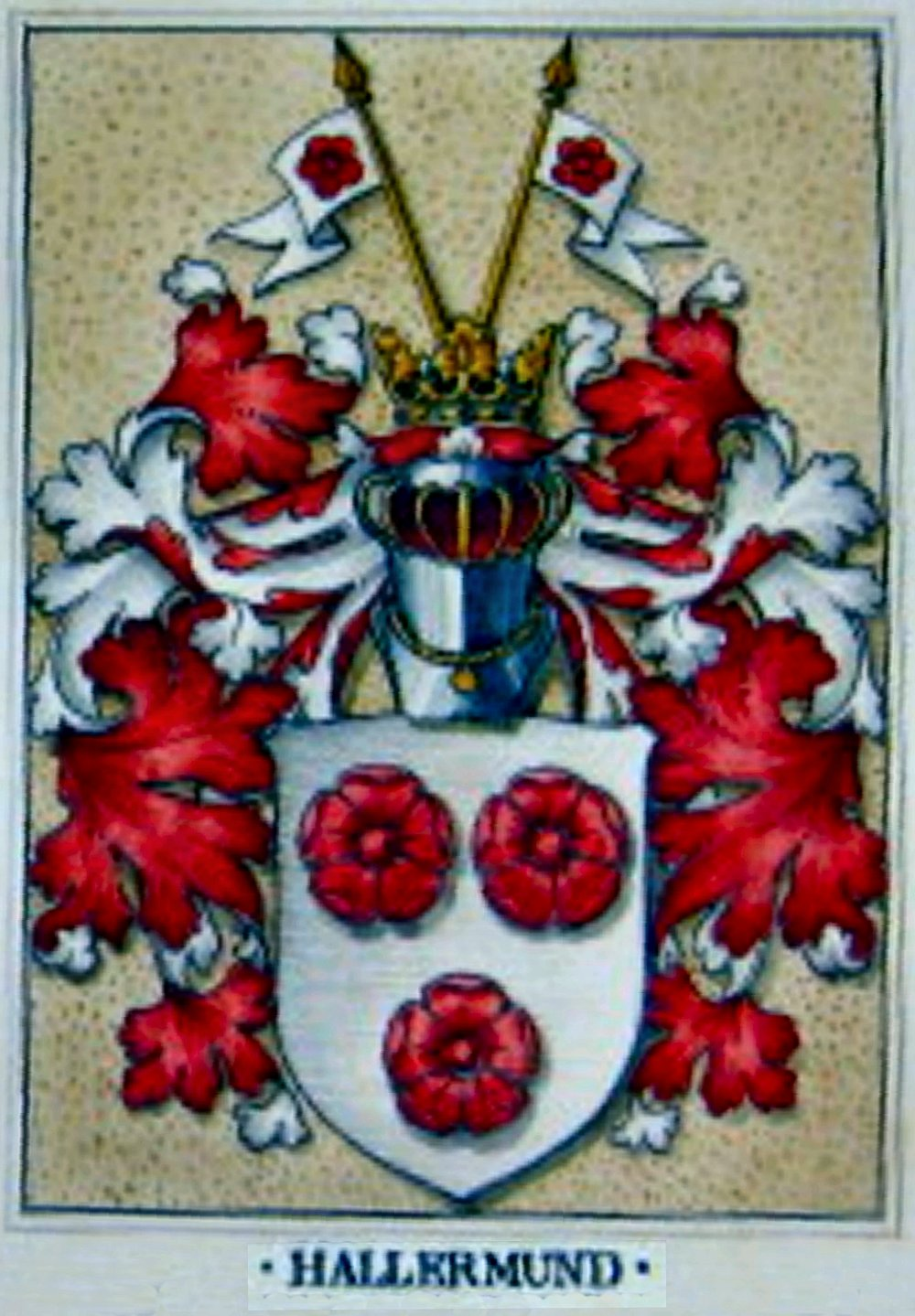
Wappen der Grafen von Hallermund

Grafschaft Hallermund (auch Hallermünde oder Hallermunt) war zwischen dem 12. Jahrhundert und dem 15. Jahrhundert eine Reichsgrafschaft im hannoverschen Fürstentum Calenberg. Im 18. Jahrhundert wurde die Reichsgrafschaft wieder errichtet.

## Geschichte

### Mittelalter

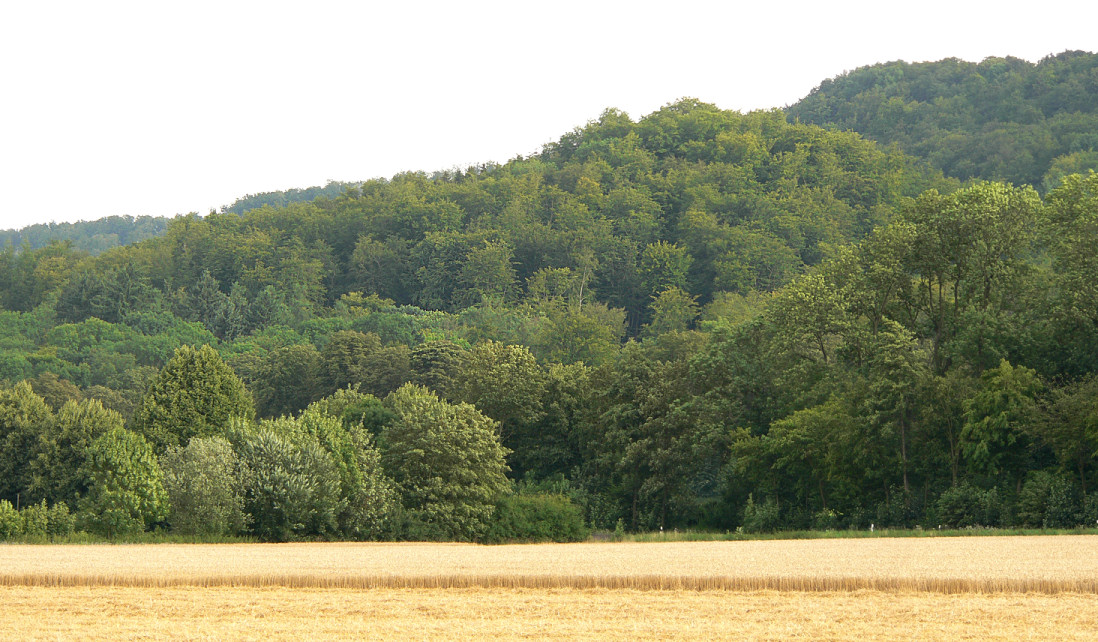
Kegelförmige Erhebung des Hallermundskopfs mit dem ehemaligen Standort der Burg Hallermund im Saupark Springe, dahinter der Kleine Deister

Nachdem ein Graf von Hallermund 1191 im Dritten Kreuzzug gestorben war und die zuvor an den Bischof von Hildesheim verpfändete Burg nicht wieder eingelöst wurde, fiel diese an die Grafen von Kevernburg in Schwarzburg. Sie gründeten in Hallermund eine Seitenlinie.
Die Grafschaft bestand aus Allod und Lehensbesitz des Hochstifts Minden. Sie umfasste ein Herrschaftsgebiet von nur 55 km². Herrschaftssitz war die Burg Hallermund im Kleinen Deister. Das Kerngebiet lag zwischen Springe (wo die Haller entspringt) und Nordstemmen (wo die Haller in die Leine mündet), mit dem Hauptort Eldagsen. Anfang des 13. Jahrhunderts erbauten die Grafen von Hallermund die Burg Pattensen zur Überwachung von Handelswegen. Auch in Heinde besaßen sie einen Hof, der mit der Heirat von Agnes von Hallermund mit Henning von Wallmoden auf diesen überging. Bei Barneberg waren sie ebenfalls begütert. 
Durch Verpfändung geriet die Hälfte der Grafschaft 1282 an das Herzogtum Braunschweig-Lüneburg, darunter die Burg Hallermund. Die Grafen machten die Burg Springe zu ihrem Sitz. Der letzte Graf, Wulbrand von Hallermund, wurde 1398 Abt von Corvey und danach 1406 Bischof von Minden. Er verkaufte den Rest des Besitzes 1411 an das Fürstentum Braunschweig-Wolfenbüttel. Die Burgen Hallermund und Springe wurden 1435 nach einer Fehde geschleift, auf Ersuchen der Städte Hannover, Münder, Pattensen und Eldagsen. Der Schwager des Bischofs, Philipp, Graf zu Spiegelberg, hatte versucht, die Grafschaft unter seine Kontrolle zu bringen und hierbei Raubzüge unternommen. Mit dem Tod des Bischofs im Jahr 1436 erlosch das Grafengeschlecht im Mannesstamm.

### Wiederbelebung der Grafschaft um 1700
Im Jahr 1704 wurde Franz-Ernst von Platen aus dem pommerschen Adelsgeschlecht Platen durch Kurfürst Georg Ludwig von Hannover mit dem Besitz der alten Grafschaft belehnt. Er war der Premierminister seines Vaters, des Kurfürsten Ernst August, gewesen und war 1689 in den Reichsgrafenstand erhoben worden. Zugleich hatte er die Mätresse von Ernst August geheiratet und als offizieller Vater von dessen unehelichen Kindern fungiert. Georg Ludwig hatte sich deren jüngere Schwester zur Mätresse genommen. Platen galt als fähiger Politiker. Um dem Grafen den Aufstieg zu den Reichsständen zu ermöglichen, wurde die Grafschaft 1706 als eigenständiges Territorium wieder „zum Leben erweckt“. Er gehörte seither dem niederrheinisch-westfälischen Reichskreis als Personalist an. Sein Sohn Ernst August von Platen-Hallermund (1674–1726), ein Halbbruder des Kurfürsten Georg Ludwig (ab 1714 König Georg I. von Großbritannien), folgte ihm nach. Die Familie  wurde daher Mitglied im niederrheinisch-westfälischen Reichsgrafenkollegium. Nach dem Ende des Alten Reiches 1806 kam das Gebiet erneut an Hannover (nunmehr Königreich Hannover) und fiel 1866 an Preußen. Heute gehört es zu Niedersachsen.

## Wappen der Grafen von Hallermund
Blasonierung des Wappens der Grafen von Hallermund: In Silber drei fünfblättrige rote Rosen. Auf dem Helm mit rot-silbernen Helmdecken zwei silberne Fahnen mit je einer roten Rose.
In Anlehnung an das Wappen der Grafen von Hallermund wurde das Springer Stadtwappen gestaltet. Es stellt die drei Quellen der Haller in der Deisterpforte dar. In den drei Winkeln des Wappens sieht man je eine fünfblättrige Rose.

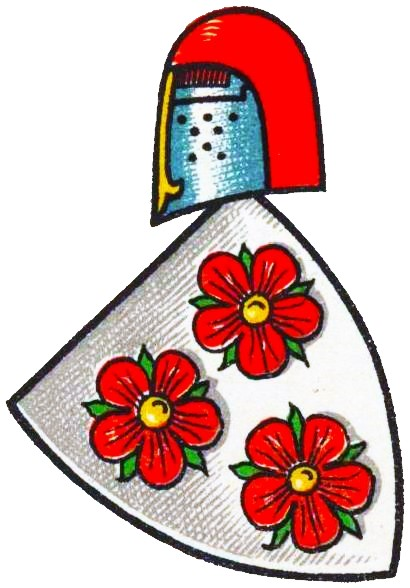
Wappen der Grafen von Hallermund im Wappenbuch des Westfälischen Adels
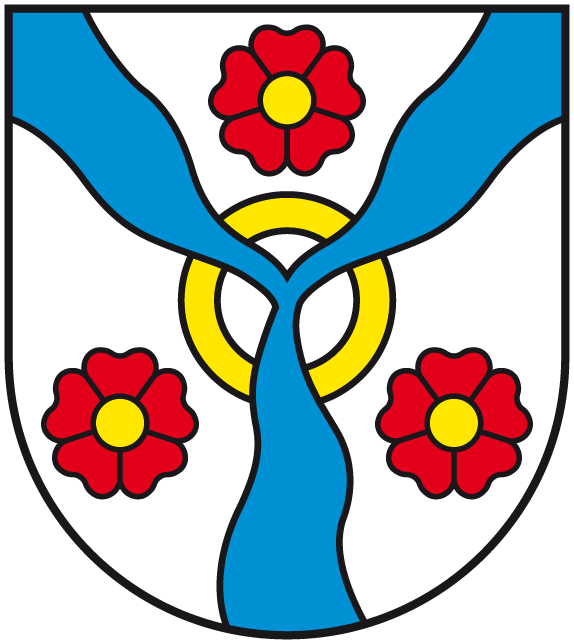
Springer Stadtwappen